# Kimuchidon
Le kimuchidon est un donburi avec du kimchi coréen, très épicé.